# Abschnittsbefestigung Mallburg
Die Abschnittsbefestigung Mallburg (Kirchenholz) ist eine abgegangene Wallanlage auf dem 502 m ü. NHN hohen Plateau einer Felsengruppe etwa 425 Meter südsüdwestlich der Ortsmitte von Schafhausen einem Ortsteil der Gemeinde Kinding im Landkreis Eichstätt in Bayern. Die Anlage wird als Bodendenkmal unter der Aktennummer D-1-7033-0059 im Bayernatlas als „Abschnittsbefestigung vor- und frühgeschichtlicher Zeitstellung“ geführt. 
Der Eichstätter Archäologie Friedrich Winkelmann nennt sie erstmals 1926 als hallstattzeitliche Befestigungsanlage. Zeitlich wird sie zwischen die Urnenfelderzeit (größerer Teil der Anlage) bis zur Hallstattzeit (kleinerer Teil der Anlage) vermutet.
Von der ehemaligen vor- und frühgeschichtlichen Ringwallanlage und in etwa trapezförmigen Ringwallanlage sind Wall- und Grabenreste erhalten. Dabei sind nach Westen zum Höhenplateau auf der Anlauteralb halbkreisförmig zwei Wälle festzustellen, deren äußerer besser erhalten ist als der verschliffene innere Wall. Der innere Wall verkleinert die Wallanlage um etwa ein Drittel. In alle anderen Himmelsrichtungen verlaufen undeutliche Wallreste entlang der Höhenkante, die durch den Verlauf des Pimertals vom nur 100 m südwestlich verlaufenden späteren Raetischen Limes ins Tal der Anlauter nach Nordosten geprägt wird. Auf der nach Norden Richtung Schafhausen ins Anlautertal flacher auslaufenden Abdachung sind noch undeutlich die Reste eines Nordostwärts abgehenden Annexwalles in den Reliefdaten sichtbar. Im Südwesten könnte sich im äußeren Wall ein Tordurchgang befunden haben.
Die Ausdehnung beträgt etwa 280 Meter in West-Ost- und in Nordnordost-Westsüdwest-Richtung bei einer Walllänge von knapp 1000 Metern (ohne Annexwall). Die Wallanlage nimmt dabei eine Fläche von etwa 7,8 ha ein.
550 m nordwestlich der Filialkirche St. Martin bei Schafhausen befindet sich in Spornlage nördlich der Anlauter eine weitere Abschnittsbefestigung, die ebenfalls als Bodendenkmal unter der Aktennummer D-1-7033-0165 im Bayernatlas als „Abschnittsbefestigung vor- und frühgeschichtlicher Zeitstellung“ geführt wird. 
Die Wallanlage ist Teil des Burgenweges Anlautertal, die die Burgruine Rumburg, Burgruine Stossenberg (Rundeck), den Burgstall Wieseck und die Mallburg verbindet.